# Yannick Driesen
Yannick Driesen (Antwerpen, 2 november 1988) is een Belgisch voormalig basketballer.

## Carrière
Driesen speelde in de jeugd van Sint Jan Basket waarbij hij op zestienjarige leeftijd debuteerde in de tweede klasse. Hij maakte als achttienjarige de overstap naar het Spaanse Estudiantes Madrid waar hij zes jaar zou spelen, aanvankelijk kwam hij uit voor het opleidingsteam maar kon nooit echt doorbreken. Hij werd tweemaal uitgeleend aan CB Illescas en daarna UB La Palma en kwam pas eind 2009 echt in de eerste ploeg te zitten.
Hij keerde in 2012 terug naar België en speelde nog twee seizoenen in de hoogste klasse bij de Antwerp Giants. Hij speelde in 2014/15 nog in de tweede klasse voor Basics Melsele nadat hij driemaal in een jaar geopereerd moest worden aan de enkel.